# Soyouzmoultfilm
Les studios Soyouzmoultfilm (en russe : Союзмультфильм), situés à Moscou, ont été créés le 10 juin 1936 afin de concentrer tous les meilleurs artistes de l'animation soviétique, les débuts de cette dernière remontant à 1912.
Il s'agit des plus fameux studios d'Europe du siècle dernier et qui a produit de nombreux films devenus des classiques du cinéma d'animation soviétique.
Les premières années de l'existence du studio (1936-1938) ont été consacrées à la maîtrise de la technologie du celluloïd.
Les années 1940-50 voient apparaître au studio de nouveaux artistes, dont des diplômés de l'Institut fédéral d'État du Cinéma (le VGIK) et d'autres établissements.
En 1950, le studio sort de nombreux films « classiques » conçus principalement pour les enfants. Néanmoins des films à destination des adultes et qui sont souvent satiriques sont également produits.
En 1992, après la dislocation de l'URSS, la société de distribution cinématographique Films by Jove dirigée par l'acteur Oleg Vidov acquiert les droits de projection sur la collection des dessins animés de Soiouzmoultfilm réalisés de 1936 à 1989. Les films sont doublés en anglais par les vedettes de cinéma américain comme Charlton Heston, Bill Murray, Timothy Dalton ou encore Kathleen Turner. Pour les populariser aux États-Unis, Vidov associe à son projet Mikhail Baryshnikov qui intitule la série Les Contes de mon enfance (Stories From My Childhood). Plut tard, Soiouzmoultfilm tente de récupérer ses dessins animés et un long procès s'engage entre les deux parties. En 2007, Vidov cède toute la collection à Alicher Ousmanov qui la remettra à la chaîne russe Bibigon.

## Liste des animateurs
(en cours d'élaboration)
- Lev Atamanov
- Garri Bardine
- Valentina et Zinaida Brumberg
- Roman Davydov
- Ivan Ivanov-Vano
- Roman Katchanov
- Fiodor Khitrouk
- Andreï Khrjanovski
- Viatcheslav Kotionotchkine
- Inessa Kovalevskaya
- Vadim Kourtchevski
- Édouard Nazarov
- Iouri Norstein
- Anatoli Petrov (ru)
- Vladimir Popov
- Nikolaï Serebriakov
- Vladimir Souteïev (ru)
- Mikhaïl Tsekhanovski

## Liste des films
(liste non exhaustive)
- 1936 : Kolobok (Колобок)
- 1938 : Le Chat botté (Kot v sapogah)
- 1939 : Diadia Stiopa (Diadia Stiopa)
- 1945 : La Dépêche disparue (Propavshaya gramota)
- 1947 : Le petit cheval bossu (Konyok-Gorbunok) (1er long-métrage russe d'animation sorti en France)
- 1948 : Le petit col gris (Серая Шейка, Seraia cheïka) (aussi appelé Le Petit canard)
- 1948 : Fedia Zaïtsev (Федя Зайцев, Fedya Zajtsev)
- 1950 :  Le Conte du pêcheur et du petit poisson (Skazka o rybake i rybke)
- 1951 : Conte de la Princesse morte et des sept chevaliers (Skazka o mertvoj tsarevne i O Semi Bogatyriah)
- 1951 :  Les voyageurs de la forêt (лесные путешественники)
- 1951 : La nuit de Noël (Noch pered Rozhdestvom) d'après la nouvelle de Nicolas Gogol
- 1952 : Kachtanka (Кашта́нка)
- 1952 : La Fleur écarlate (Аленький цветочек, Alenkiy tsvetochek)
- 1952 : La Fille des neiges (Снегурочка, Snegourotchka)
- 1954 : V Lesnoj Chasche / Dans la forêt profonde
- 1954 : L'Antilope d'or (Zolotaya Antilopa)
- 1954 : La princesse grenouille (Tsarevna Lyagushka)
- 1955 : Le Garçon enchanté (Zakoldovanyy malchik)
- 1955 : Snegovik-pochtovik / Le postier des neiges
- 1955 : Eto chto za ptica ? / Drôle d'oiseau
- 1956 : Kolobok / Колобок
- 1956 : Une flamme brule dans la yaranga (В яранге горит огонь, V yarange gorit ogon)
- 1956 : Le Vilain petit canard (Гадкий утёнок, Gadkij utenok)
- 1956 : Les douze mois (Dvenadtsat mesyatsev)
- 1956 : Malen'kij Shego / Le petit Shego
- 1956 : Million v meshke / Un sac plein d'or
- 1957 : V Nekotorom Carstve / La princesse et le nigaud
- 1957 : Ispolnenie zhelanij / Tes rêves deviendront réalité
- 1957 : La Reine des neiges (Snezhnaya korolev)
- 1957 : Hrabryj Olenenok / Le petit renne courageux
- 1957 : Volk i semero kozljat / Le loup et les sept chevreaux
- 1958 : Beauté Bien-Aimée (Краса ненаглядная, Krasa nenaglyadnaya) (animation en volume)
- 1958 : Maltchik iz Neapolya / Le petit Napolitain
- 1959 : Legenda o Zaveschanii Mavra / La légende des Maures
- 1959 : Les Aventures de Bouratino (Приключения Буратино, Priklyucheniya Buratino) d'après le conte d'Alexis Tolstoï La petite clé d'or ou les aventures de Bouratino
- 1959 : Skoro Budet Dozhd / Bientôt il pleuvra
- 1960 : Zolotoe Peryshko / Petite plume d'or
- 1960 : Chelovechka narisoval ya ; remake de Fedya Zajtsev (1948)
- 1961 : Klyuch
- 1961 : Cipollino (Чиполлино, Chipollino)
- 1962 : Les Cygnes sauvages (Дикие лебеди, Dikie Lebedi)
- 1962 : Tol'ko Ne Sejchas (mélange d'animation et de prises de vues réelles)
- 1963 : Akcionery / L'Actionnaire (pamphlet contre le capitalisme)
- 1963 : Millioner (pamphlet contre le capitalisme)
- 1963 : Tri Tolstyaka
- 1964 : Poucette (Дюймовочка, Dyujmovochka)
- 1964 : Levsha
- 1964 : Hrabryj portnyazhka / Le brave petit tailleur
- 1965 : Pastushka i trubochist
- 1965 : Rikki-Tikki-Tavi
- 1966 : Jil byl Kozlavin / Il était une fois Kozlavine (film satirique)
- 1966 : Moj Zelenyj Krokodil / Mon crocodile vert (animation en volume)
- 1966 : Podi tuda, ne znayu kuda (animation en papier découpé)
- 1966 : Chelovek v ramke (film satirique)
- 1966 : Pro Zluyu Machehu
- 1967 : La Moufle / Varezhka (animation de pâte à modeler)[7]
- 1967 : Legenda o Zlom Velikane (film avec des marionnettes)
- 1967 : Maugli. Rakcha / Mowgli (restauré par la Cinémathèque française [8] en 2010)
- 1967 : Mashinka vremeni
- 1967 : Othello 67
- 1967 : Priklyucheniya barona Myunhauzena (film avec des marionnettes)
- 1967 : Skazka o zolotom petushke / Le coq d'or
- 1967 : Skamejka / Le Banc (caricatures)
- 1967 : Passions d'espions (Shpionskie strasti)
- 1968 : Le Chat qui s'en va tout seul ((Кот, который гулял сам по себе, Kot, kotory gulyal sam po sebe) d'après l'histoire éponyme de Rudyard Kipling
- 1968 : Malych et Karlson (Малыш и Карлсон)
- 1968 : 25-е - pervyi den / 25 octobre, premier jour
- 1968 : Kalejdoskop-68. Begemot / Le professeur de chant
- 1968 : Kloubok / Balle de laine (animation en volume)
- 1968 : Le Chat botté (Kot v sapogah)
- 1968 : Maugli. Pohischenie
- 1968 : Rusalochka / La petite sirène
- 1968 : Film, Film, Film! / Film, film, film (film satirique)
- 1969 : Balerina na korable / La Ballerine en croisière
- 1969 : Bremenskie Muzykanty / Les Musiciens de Brême
- 1969 : Vinni Pukh (Winnie l'ourson)
- 1969 : Vozvraschenie S Olimpa
- 1969 : Vremena Goda / Les saisons
- 1969 : Kapriznaya Princessa
- 1969 : Krokodil Gena / Guéna le crocodile (animation en volume)
- 1969 : Maugli. Poslednyaya okhota Akely / Mowgli. La dernière chasse d'Akela
- 1969 : Nu, pogodi! / Attends un peu!
- 1970 : Kentervil'skoe prividenie / Le fantôme de Canterville
- 1970 : Maugli. Bitva / Mowgli. Lutte
- 1970 : Karlson est de retour (Карлсон вернулся)
- 1970 : Sinyaya ptitsa / L'oiseau bleu (animation par photo collage)
- 1971 : Les Argonautes (Аргонавты, Argonavty)
- 1971 : Winnie-Pooh est invité (инни-Пух идёт в гости, Vinni Puh idet v gosti)
- 1971 : Labirint / La légende de Thésée
- 1971 : Maugli. Vozvraschenie K Lyudyam / Mowgli. Retour chez les hommes
- 1971 : La Bataille de Kerjenets (Сеча при Керженце, Setcha pri Kerjentse)
- 1971 :  Tchebourachka (Чебурашка, Tchebourachka)
- 1972 : Ave Maria (film dénonçant la guerre du Vietnam)
- 1972 : Winnie-Pooh et une journée de soucis (Винни-Пух и день забот, Vinni Puh i den zabot)
- 1972 : Kolia, Olia et Archimède (Коля, Оля и Архимед, Kolya, Olya i Archimed)
- 1973 : La Renarde et le lièvre (Lisa i Zayac)
- 1973 : Maugli (compilation des 5 courts-métrages consacrés au Livre de la jungle)
- 1973 : Ostrov (critique contre le capitalisme)
- 1973 : Persej
- 1973 : Sur les traces des musiciens de Brême (По следам бременских музыкантов, Po Sledam Bremenskih Muzykantov)
- 1973 : Skazka o pope i rabotnike ego Balde ; remake du film homonyme de 1940
- 1973 : Casse-Noisette (Щелкунчик, Schelkunchik)
- 1974 : Dariou tebe zvezdou / Je t'offre une étoile
- 1974 : Prometej
- 1974 : Le Héron et la cigogne (Caplya i Zhuravl)
- 1974 : Chapeauclaque (Shapoklyak)
- 1975 : Vasilisa Mikulishna / La légende de Vassilissa
- 1975 : Vernite Reksa / Rendez-moi Rex
- 1975 : Le Hérisson dans le brouillard (Ezhik v Tumane)
- 1975 :  Le petit cheval bossu (Konyok-Gorbunok) version remastérisée du film de 1947
- 1976 : Icare et les vieux sages (Икар и мудрецы, Ikar i mudretsy)
- 1976 : Kotenok po imeni Gav / Le Chaton qui s'appelait Ouah (4 autres films de 1977 à 1982)
- 1976 : Stojkij Olovyannyj Soldatik
- 1977 : Sabot d'argent (Серебряное копытце) de Guennadi Sokolski
- 1977 : Vasilisa prekrasnaya
- 1977 : Zhuiravlinye per'ya / Les plumes de grue (animation en volume)
- 1977 : Poligon / Polygone
- 1977 : Poslednij Lepestok / Le dernier pétale ; remake de Tsvetik semitsvetik (1948)
- 1977 : Tayna Zapechnogo Sverchka / Le secret du grillon (film avec des marionnettes)
- 1978 : Kontakt / Contact
- 1978 : Na Zadnej Parte / Les Aventures de Mélanie
- 1978 : Ded Moroz et le loup gris (Дед Мороз и серийный волк, Ded Moroz i serïy volk)
- 1978 : Les Trois de Prostokvachino (Трое из Простоквашино, Troye iz Prostokvashino)
- 1979 : Zolushka / Cendrillon
- 1979 : Le Conte des contes (Skazka Skazok)
- 1980 : Les Vacances à Prostokvachino (Каникулы в Простоквашино, Kanikuly v Prostokvashino)
- 1981 : Moroz Ivanovich / Le grand-père des glaces
- 1981 : On popalsya! / Les animaux de la forêt
- 1981 : Le Chien botté (Пес В Сапога, Pes v sapogah)
- 1981 : Le Mystère de la troisième planète (Тайна третьей планеты, Tayna tretey planety)
- 1981 : Halif Aist / Le Calife Cigogne
- 1982 : Velikanegoist / Le géant qui voulait être seul
- 1982 : Zhivaya igrushka / Le lapin jouet (aussi appelé Un jouet pour Tanya)
- 1982 : Il était une fois un chien (Zhil-byl Pios)
- 1982 : Priklyucheniya Volshebnogo Globusa Ili Prodelki Ved'm / Le Géant et la Sorcière
- 1982 : Sladkij Rodnik / Têtu le petit âne
- 1982 : Syn Kamnya / Le Fils de la pierre et le glaive magique
- 1983 : Gore Ne Beda! / Le Soldat tambour
- 1983 : Puteshestvie murav'ya / Les aventures d'une fourmi
- 1983 : Tchebourachka va à l'école (Tchebourachka idet v chkolou)
- 1983 : Konflikt  (Конфликт)
- 1984 : Le Pot de porridge (Горшочек каши, Gorshochek kashi)
- 1984 : Sineglazka / La fille aux yeux bleus
- 1984 : Le Conte du tsar Saltan (film, 1984) (Сказка о царе Салтане, Skazka o tsare Saltanye) remake du film de 1943
- 1984 : L'Hiver à Prostokvachino (Зима в Простоквашино, Zima v Prostokvachino)
- 1985 : Terehina Taratajka / La charrette magique
- 1986 : Gerakl u Admeta
- 1986 : Priklyucheniya pingvinenka Lolo / Les aventures de Lolo (2 autres films en 1987)
- 1986 : Syn Kamnya I Velikan
- 1987 : Smekh i gore u Bela morya
- 1988 : Le Chat qui s'en va tout seul  (Koshka, kotoraya gulyala sama po sebe) (mélange d'animation traditionnelle et d'animation en volume)
- 1988 : Pereval
- 1990 : Dafna
- 1990 : Le Loup gris et le Petit Chaperon rouge (Seryi volk and krasnaya chapotchka)
- 1992 : Burya (1er film de la série Shakespeare: The Animated Tales)
- 1992 : Nimfa Salmaka
- 1996 : Polyphème, Acis et Galatée (ru)